# بويضة الشيخ مسلم
بويضة الشيخ مسلم قرية في محافظة طرطوس في سوريا تبعد عن محافظة طرطوس 47 كم شرقا وعن الدريكيش 7 كم شرقا، تتربع على سفح جبل بركاني خامد منذ مئات آلاف السنين ترتفع عن سطح البحر حوالي 400 متر.